# Wereld Quantum Dag
Wereld Quantum Dag (WQD), ook wel Wereldkwantumdag of Internationale Quantum Dag, is een internationaal evenement dat elk jaar op 14 april wordt gevierd. Het heeft als doel het publieke begrip van kwantumwetenschap en kwantumtechnologie over de hele wereld te bevorderen.

## Geschiedenis
Wereld Quantum Dag begon op 14 april 2021 als een initiatief van een internationale groep wetenschappers. Op 14 april 2022 werd Wereldkwantumdag vervolgens voor het eerst gevierd, samen met ingenieurs, onderwijzers, wetenschapscommunicatoren, organisaties en anderen. De datum 14 april werd gekozen omdat "4.14" de afgeronde eerste 3 cijfers van de constante van Planck zijn (4,14×10-15 eV·s), die een belangrijke rol speelt in kwantummechanische effecten.

## Evenementen
Op de eerste Wereld Quantum Dag in 2022 werden meer dan 200 evenementen in meer dan 40 landen op 5 continenten georganiseerd. In 2023 steeg het aantal evenementen tot boven de 400. Er vonden evenementen plaats zoals lezingen, symposia, paneldiscussies, laboratoriumrondleidingen, artistieke creaties en interviews. Wereld Quantum Dag wordt gevierd op en rond 14 april, dus de evenementen hoeven niet per se op exact de 14e te vallen.

## Organisatie
Het wereldwijde initiatief wordt ondersteund door het Wereld Quantum Dag coördinatie team, samen met vertegenwoordigers uit meer dan 65 landen.